# Onychogomphus vadoni
Onychogomphus vadoni – gatunek ważki z rodziny gadziogłówkowatych (Gomphidae).